# Мітрідат III (цар Боспору)
Мітрідат III або Тиберій Юлій Мітрідат (*Tiberius Julius Mithridates Philogermanicus Philopatri, д/н —68) — цар Боспору у 38 та 41-45 роках.

## Життєпис
Походив з династії Аспурга. Син Рескупоріда I, царя Боспору, та Гепепіриди, доньки Котіса, царя Понту. Після смерті батька у 38 році владу успадкував Мітрідат разом з братом Котісом. Проте став володарювати при регентстві своєї матері. Того ж року римський імператор Гай Калігула віддав боспорський престол Полемону II, вуйкові Мітрідата. Полемон виховувався в Римі й був товаришем Калігули. Проте римського ставленика на Боспорі було зустрінуте недружньо. Зрештою імператору Клавдію римлянам довелося скасувати своє рішення і повернути престол законним спадкоємцям — дітям Рескупоріда I Аспурга.
У 41 році Боспорське царство було передано Мітрідату III, а Полемон II отримав частину кілікійських земель. Ставши єдиновладним правителем Боспору, Мітрідат всіма силами намагався зробити свою країну незалежною від Римської імперії. Вперше за довгий час він карбує золоту монету, щоправда, із зображенням римського імператора на аверсі, але зі своїм повним ім'ям і титулом царя. Одночасно він випускає і мідну монету зі своїм портретом, титулом царя і вже без зображення римського імператора.разом з цим Мітрідат III не пориває стосунків з Римом: він посилає до Клавдія свого брата Котіса для відновлення союзу Боспору з Римом. Проте Котіс, бажаючи будь-яким шляхом захопити владу, зрадив Мітрідата і розповів Клавдію стосовно задумів боспорського царя. У нагороду Котіс у 44 році отримав від римського імператора царський титул, а на Боспор були спрямовані війська під орудою Авла Дідія Галла, за допомогою яких Мітрідат у 45 році був вигнаний з меж Боспорського царства, але не припинив боротьби, намагаючись повернути втрачений престол.
Мітрідат залучив на свій бік царя племені сіраків Зорсіна, а Котіс I, якого підтримували римляни, шукав опори у царя аорсів Евнона, який обіцяв йому дати свою кінноту. У боротьбі з Котісом I Мітрідат зазнав поразки через зраду свого союзника, царя Зорсіна. Після цієї поразки Мітрідат у 49 році, позбавлений підтримки місцевого населення, вирішив звернутися до Евнона, розраховуючи залучити на свою сторону союзника Котіса I. Евнон відмовився допомогти Мітрідату військовою силою, але обіцяв клопотати в Римі про примирення Мітрідата з імператором Клавдієм.
Клавдій, що вів на той час війни у Британії та проти германських племен, помилував Мітрідату. Полоненого боспорського царя у 50 році було передано прокуратору Понта Юлію Кілону і відвезено до Риму. Він жив там як приватна людина до тих пір, поки імператор Гальба не наказав вбити його за участь у змові Німфідія.